# Babë Dudë Karbunara
Pappa Duda Karbunara, född 1842, död 1917, var en albansk lärare, undertecknare av Albaniens självständighetsförklaring. 

## Biografi
Baba Duda Karbunara föddes i Kala-distriktet i Berat den 22 april 1842 som Jorgji Karbunara. Han studerade på Korfu och i Trieste. Under tiden för Prizrenförbundet startade han en gren av organisationen på Korfu. Han startade albansk-språkliga skolor i området runt Berat. Karbunaras aktivitet som lärare på 1890-talet ledde till att ottomanska agenter brände ner hans hus den 14 september 1894. Under revolutionen 1912 organiserade han motståndsmän i Sinjë.